# Б
Б je cirilska črka, ki se je razvila iz grške črke Β. Izgovarja se kot b in se tako tudi prečrkuje v latinico.
Tradicionalno ime te črke je buki (букы), v novejšem času pa se bolj uporablja kratko ime be.
| tiskano | pisano |
| ------- | ------ |
| Б б     | Б б    |